# Alte Kongresshalle (München)

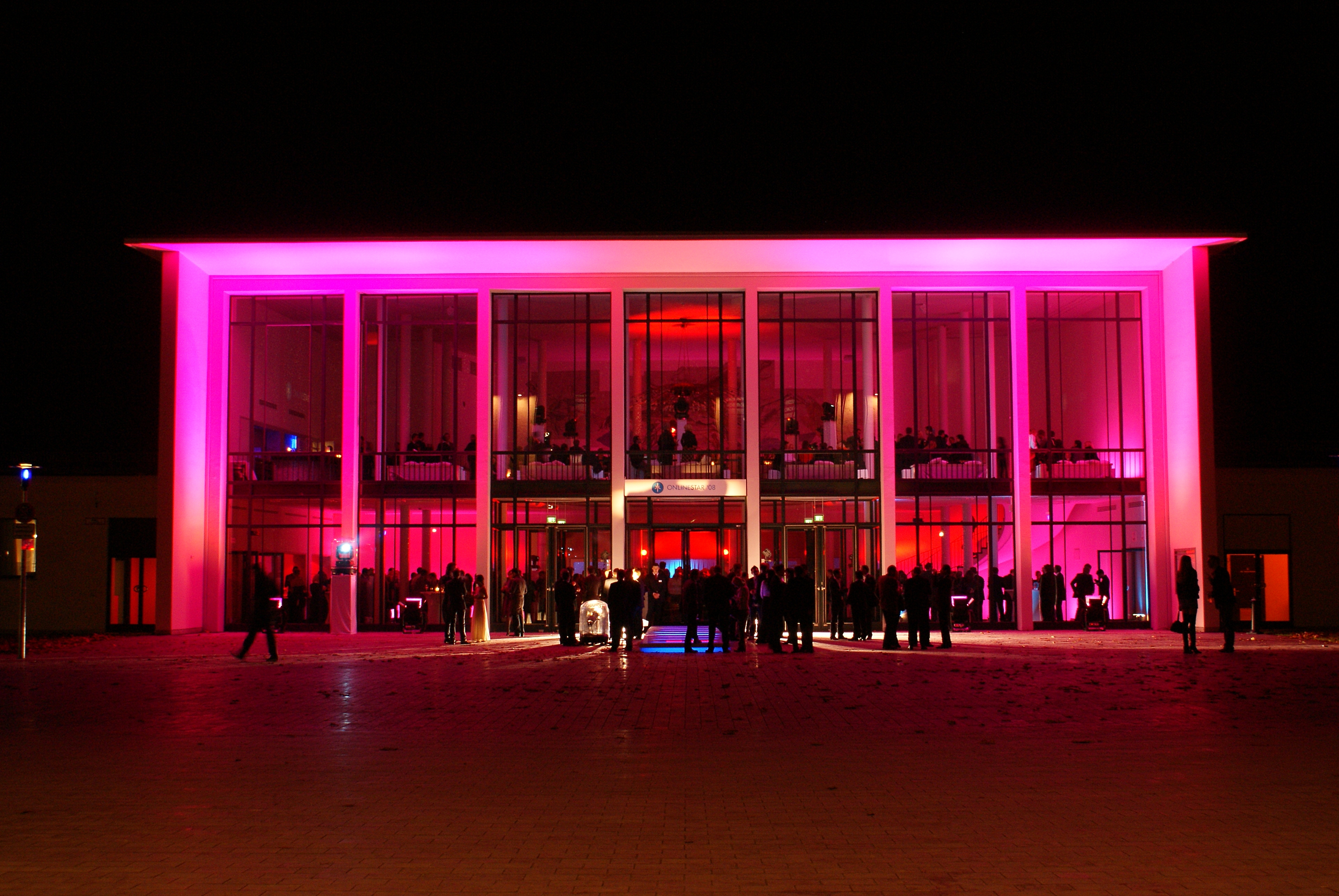
Alte Kongresshalle bei Nacht (2008)

Die Alte Kongresshalle München ist ein Kultur- und Veranstaltungszentrum in der Schwanthalerhöhe in München. Sie befindet sich auf dem Gelände der Alten Messe München und ist als Baudenkmal in die Bayerische Denkmalliste eingetragen.

## Beschreibung
Bei der Kongresshalle handelt es sich um einen zweigeschossigen Flachdachbau mit gebäudehohen Fenstern an der Eingangsseite und einem eingeschossigen Nebenflügel. Der große Saal fasst bis zu 850 Zuschauer im Parkett sowie auf der Empore und verfügt über eine 162 m² große Bühne mit direktem Zugang zu einem Seitenflügel-Séparée mit Künstlergarderoben. Die repräsentative Eingangshalle mit ausladender Galerie hat eine Fläche von 265 m².

## Geschichte
Die Architekten Ernst Etzold, Emil Freymuth und Josef Strobl errichteten bis 1953 ein für die damalige Zeit modernes Gebäude. Es galt bei der Eröffnung zudem als die größte Halle dieser Art. Nach dem Auszug der Messe 1998 wurde die Halle übergangsweise vom Bauzentrum München genutzt.
Die Edith-Haberland-Wagner Stiftung übernahm das Objekt 2004. Sie restaurierte und sanierte das Gebäude anschließend unter Beachtung der Bestimmungen des Denkmalschutzes. Die veraltete Technik und die abgehängten Decken wurden erneuert, und der zu Messezeiten überdachte Innenhof wurde freigelegt. Die Neubepflanzung orientierte sich an der ursprünglichen Planung der 1950er Jahre.